# Mata (Gerona)
Mata es una entidad de población española del municipio de Porqueras, perteneciente a la provincia de Gerona, en la comunidad autónoma de Cataluña.

## Historia
Hacia mediados del siglo XIX, el lugar, ya por entonces perteneciente a Porqueras, tenía contabilizada una población de 79 habitantes. Aparece descrito en el undécimo volumen del Diccionario geográfico-estadístico-histórico de España y sus posesiones de Ultramar de Pascual Madoz con las siguientes palabras:

MATA: l. en la prov., part. jud. y dióc. de Gerona (3 leg.), aud. terr. y c. g. de Barcelona, ayunt. de Porqueras. sit. en terreno llano, próximo á la villa y lago de Bañolas, con buena ventilacion y clima sano, pero propenso á fiebres intermitentes. Tiene 30 casas y 1 igl. parr. (San Vicente), aneja de la de Cors, servida por 1 vicario. El term. confina N. y E. Bañolas; S. Cornellá y Cors, y O. Guemol y Mianegas. El terreno carece de montes; gran parte es de regadío y es de escelente calidad, fertilizado por las aguas del riach. Terri ó Alterri, y las del citado lago de Bañolas; le cruzan varios caminos locales en mal estado. El correo se recibe de este último pueblo por medio de balijero. prod. trigo, legumbres, maiz y cáñamo. pobl.: 11 vec., 79 alm. cap. prod.: 958,400. imp.: 26,960.
(Madoz, 1848, p. 287)

En 2022, la entidad singular de población tenía empadronados 2326 habitantes y el núcleo de población, 2290.